# Wikaryjskie (Warząchewka Polska)
Wikaryjskie – część wsi Warząchewka Polska w Polsce, położona w województwie kujawsko-pomorskim, w powiecie włocławskim, w gminie Włocławek.
W latach 1975–1998 Wikaryjskie administracyjnie należało do województwa włocławskiego.